# Фиссеха Деста
Фиссеха Деста (тигринья ፍስሃ ደስታ, 1941 — 2022, Аддис-Абеба) — эфиопский военный и политик, первый вице-президент Эфиопии с 1987 по 1991 год.

## Ранние годы
Фиссеха Деста родился в знатной семье тиграев в Адуа. Затем, в 1947 году, его семья переехала в Аддис-Абебу. Он поступил в эфиопскую армию в возрасте 20 лет и окончил Харарскую военную академию. Три года спустя он присоединился к Кебур Забанга (Императорской гвардии) и был специально назначен во Дворец Императора. Позже он прошёл продвинутую военную подготовку в США.

## Карьера
Когда в 1974 году к власти пришёл Дерг, Фиссеха стал старшим членом военного комитета и дослужился до подполковника. Он командовал Третьей дивизией и служил в Эритрее. В 1979 году Фиссеха стал членом ЦК COPWE. В 1980 году Фиссеха посетил несколько арабских стран, чтобы убедить их прекратить поддержку эритрейских повстанцев. Он встретился с Саддамом Хусейном, который считал, что в Эритрее преследуют мусульман; Фиссеха использовал пример курдов, чтобы объяснить ситуацию в Эритрее, когда Саддам Хусейн рекомендовал федеративный вариант решения вопроса с Эритреей.
После образования Рабочей партии Эфиопии в 1984 году Фиссеха был назначен заместителем лидера РПЭ и был главой её администрации и отдела юстиции. В 1987 году после создания Народно-Демократической Республики Эфиопия Фиссеха был назначен вице-президентом и занимал эту должность до 1991 года.

## Последующие годы
В 1990-х Фиссеха был приговорён к 20 годам тюремного заключения за роль в военной диктатуре. В 2011 году он был освобождён условно-досрочно.

## Смерть
Фиссеха скончался в полночь 7 мая 2022 года в столице Аддис-Абебе. Его похороны состоялись 8 мая 2022 года в Соборе Святой Троицы Аддис-Абебы.